# David Holdsworth
David Gary Holdsworth (Walthamstow, 8 november 1968) is een Engels voormalig voetballer en is de tweelingbroer van Dean Holdsworth. Hij was een verdediger en kwam 10 seizoenen uit voor Watford. Hij speelde voorts bij Sheffield United en Birmingham City. 

## Carrière
In tegenstelling tot zijn broer, een centrumspits, was hij nooit actief in de hoogste afdeling van het Engelse voetbal, de Premier League. De broers Holdsworth, een eeneiige tweeling, speelden van 1986 tot 1988 samen bij Watford, echter kon Dean er nooit doorbreken in het eerste elftal. David speelde tien jaar lang op Vicarage Road, maar was altijd actief in de tweede klasse. Holdsworth kwam tot meer dan 250 competitiewedstrijden voor Watford, waarin hij 10 keer scoorde. Holdsworth en zijn broer werden jaren later herenigd bij eersteklasser Bolton Wanderers, maar David speelde geen minuut. Bij nagenoeg alle overige teams waarvoor hij speelde, was David een vaste waarde. 
Holdsworth bleef 90 minuten op de bank voor Birmingham City in de finale van de League Cup van 2001, die na 1-1 en strafschoppen (5-4) verloren ging tegen Liverpool. 
Na zijn actieve carrière werd hij trainer van amateurteams en clubs als Mansfield Town en Lincoln City. 